# Bessie Smith
Bessie Smith (ur. 15 kwietnia 1894 w Chattanoodze, zm. 26 września 1937 w Clarksdale) – amerykańska piosenkarka. Była najbardziej znaną i najpopularniejszą wykonawczynią bluesa lat 20. i 30. XX wieku.
W 1980 r. została wprowadzona do Blues Hall of Fame, a w 1989 do Rock and Roll Hall of Fame.

## Życiorys
Urodziła się w bardzo biednej rodzinie, kiedy miała 9 lat zmarła jej matka. Już od najmłodszych lat zarabiała śpiewając na ulicach Chattanoogi wraz z bratem Andrew. W 1904 jej brat Clarence wyjechał na tournée po USA z trupą artystyczną zwaną Moses Stokes. Gdy wrócił w 1912, Bessie została zatrudniona w tej trupie głównie jako tancerka, gdyż rolę piosenkarki pełniła wtedy Ma Rainey. W 1913 miała swój pierwszy występ w Teatrze 81 w Atlancie. W 1920 była już popularna na południu i wschodzie Stanów Zjednoczonych. W 1923 roku nagrała w wytwórni Columbia Records swoją pierwszą piosenkę Downhearted Blues. Wydarzenie to rozpoczęło jej karierę.
W sumie nagrała 123 piosenki, z których najbardziej znane były: St Louis Blues, Summertime oraz Nobody Knows When You're Down and Out.
Otwarcie przyznawała się do bycia biseksualistką.

## Śmierć
26 września 1937 została poważnie ranna w wypadku samochodowym, jadąc do Clarksdale autostradą 61 wraz ze swoim przyjacielem, Richardem Morganem.
Tego samego dnia, nie odzyskując przytomności, zmarła. Przez wiele lat istniała hipoteza, że śmierć była spowodowana nieodpowiednią opieką medyczną, jednak dochodzenie nie wykazało uchybień.